# Lepidosauromorfs
Els lepidosauromorfs (Lepidosauromorpha) són un grup de sauròpsids que inclou aquells diàpsids més propers als llangardaixos que als arcosaures (incloent els cocodrils i aus). L'únic subgrup actual són els lepidosaures: llangardaixos, serps i tuataras.

## Sistemàtica
- Infraclase Lepidosauromorpha
  - Acerosodontosaurus †
  - Superordre Sauropterygia †
  - Lepidosauriformes
    - Ordre Eolacertilia †
      - Icarosaurus
      - Kuehneosaurus

    - Superordre Lepidosauria
      - Ordre Sphenodontia
      - Ordre Squamata
        - Subordre Lacertilia*
        - Família Mosasauridae †

      - Subordre Serpentes
      - Subordre Amphisbaenia